# Oxyelophila callista
Oxyelophila callista là một loài bướm đêm trong họ Crambidae.